# Oxamyl
L'oxamyl est une substance active insecticide, acaricide et nématicide de la famille des carbamates.
L'oxamyl est utilisé notamment pour le traitement du sol en culture maraîchère contre les nématodes.

## Chimie
L'oxamyl possède deux stéréoisomères Z et E du fait du blocage de la rotation autour de la liaison C=N. Il semble peut-être que c'est le diastéréoisomère Z qui soit commercialement disponible...